# Ramón de Clairac
Ramón de Clairac y Villalonga (Torredembarra, Tarragona; 1748-Ferrol, La Coruña; 11 de agosto de 1814) fue un marino y gobernador español de las islas Malvinas.

## Carrera
Según investigaciones recientes, nació el 28 de agosto de 1744 según consta en el libro de Bautismos de la "parrochial Iglesia de San Pere Apóstol" de la villa de Torredembarra. Era hijo del capitán del Regimiento de Caballería de Malta, D. Diego de Clairac y de Teresa de Vilallonga y de Sala. Por ello, también su apellido materno siempre fue mal escrito: no era Villalonga, sino Vilallonga, un linaje tarraconés.
Guardiamarina en 1759, fue promovido a alférez de fragata en febrero de 1766, de Navío en octubre de 1767, teniente de fragata en junio de 1774, de navío en abril de 1776 y capitán de fragata en noviembre de 1781.
Afectado al Apostadero de Montevideo, estuvo al frente del gobierno de las Malvinas en tres ocasiones, en 1785, 1787 y 1789, alternándose en el cargo con Pedro de Mesa y Castro. Como gobernador ordenó o dirigió tres expediciones de reconocimiento del archipiélago.
Fallecido el 5 de mayo de 1785 en el ejercicio del cargo el comandante del Apostadero Francisco Idiáquez de Borja, correspondía a Clairac sucederlo. Estando en Malvinas, se hizo cargo interinamente Santiago de Hezeta y Clairac recibió el comando del Apostadero el 31 de mayo de 1786, pero 4 días después debió cederlo al capitán de navío Antonio Basurto.
En 1789 dirigió una expedición a la Patagonia, con el objetivo de levantar planos de la zona, verificar la supuesta presencia de navíos extranjeros que se dedicaban a la caza de lobos marinos y ballenas y de posibles asentamientos en la costa que pudieran estos utilizar como base, así como de sondear las intenciones de los indios y localizar la isla Pepys, conocida por los españoles como La Catalana, la cual era una incógnita cartográfica que deseaban desvelar los almirantazgos europeos, debiendo dirigirse una vez acabada la misión a las Malvinas para relevar a de Mesa en el gobierno del archipiélago y entregarle toda la documentación relativa a la expedición para que este la llevase a las autoridades cuando llegase a Buenos Aires. La expedición sobresalió en la inspección y definición cartográfica de Puerto Deseado, sin embargo no puede considerarse como un gran éxito debido posiblemente a la complejidad logística y al fracaso en la búsqueda de la isla Pepys.
Seis meses más tarde fue nombrado Capitán de navío, regresando a España en 1791. Ascendido a brigadier en febrero de 1809, se le encomendó el mando y rehabilitación de las fortificaciones de El Ferrol, ciudad gallega que defendió durante la invasión napoleónica.

## Nomenclátor de Montevideo
Una calle en la localidad de Pajas Blancas, en el departamento de Montevideo, Uruguay, recuerda su nombre.  